# Vincent Nsengiyumva
Vincent Nsengiyumva (Rwaza, 10 de febrer de 1936 - Kabgayi, 7 de juny de 1994) va ser un religiós ruandès, primer arquebisbe de Kigali assassinat durant el genocidi de Ruanda de 1994.

## Biografia
va ser ordenat sacerdot el 18 de juny de 1966. El 17 de desembre de 1973 va ser nomenat bisbe de Nyundo pel Papa Pau VI, en substitució d'Aloys Bigirumwami, que havia dimitit. Va rebre la seva consagració episcopal del gisbe el 2 de juny de 1974 del cardenal Laurean Rugambwa, amb el bisbe Aloys Bigirumwami i l'arquebisbe André Perraudin,  MAfr com co-consagradors. Més tard va ser nomenat el primer arquebisbe de Kigali el 10 d'abril de 1976.
Dins de la política de Ruanda, Nsengiyumva va servir com a president del comitè central del Moviment Republicà Nacional per la Democràcia i el Desenvolupament durant catorze anys, fins que el 1990 va intervenir la Santa Seu i li va ordenar que es retirés d'una major implicació política. El Moviment Republicà Nacional per la Democràcia i el Desenvolupament (MRNDD) va ser el partit de majoria hutu governant a Ruanda entre 1975 i 1994.
Nsengiyumva va ser amic personal del llavors president de Ruanda, Juvénal Habyarimana i portava el seu retrat mentre feia missa. També era confessor personal de l'esposa de Habyarimana, Agathe.
Ell mateix hutu, l'arquebisbe va acusar als rebels tutsis de provocar el genocidi de Ruanda, que va intentar justificar com a mitjà per assegurar la democràcia majoritària. També va proporcionar noms de clergues tutsis a l'Interahamwe.
El 7 de juny de 1994, a l'edat de 58 anys, va ser assassinat prop del centre eclesiàstic de Kabgayi amb dos bisbes i tretze sacerdots per membres del Front Patriòtic Ruandès dominat pels tutsis, que afirmaven que els prelats estaven involucrats en l'assassinat de les seves famílies.